# Роберто Рамбауді
Роберто Рамбауді (італ. Roberto Rambaudi; нар. 12 січня 1966, Монкальєрі) — італійський футболіст, що грав на позиції півзахисника і нападника, зокрема за «Фоджу», «Аталанту» та «Лаціо», а також національну збірну Італії. По завершенні ігрової кар'єри — тренер.

## Клубна кар'єра
Народився 12 січня 1966 року в місті Монкальєрі. Вихованець футбольної школи клубу «Торіно». У сезоні 1984/95 включався до заявки головної команди клубу, утім в іграх чемпіонату у її складі участі не брав.
Починав дорослу ігрову кар'єру у середині 1980-х у командах четвертого італійського дивізіону «Оменья» і «Павія».
Сезон 1988/89 відіграв за третьолігову «Перуджу», після чого приєднався до лав представника Серії B клубу «Фоджа». За два роки допоміг цій команді підвищитися в класі, і в сезоні 1991/92 дебютував в іграх елітного італійського дивізіону.
На рівні Серії A гравець не загубився і після свого дебютного сезону у цьому змаганні був влітку 1992 року запрошений до «Аталанти», де провів наступні два сезони.
1994 року уклав контракт з римським «Лаціо», у складі якого відіграв чотири роки своєї кар'єри гравця. Також здебільшого виходив на поле в основному складі команди і виборов з нею титул володаря Кубка і Суперкубка Італії.
Завершував ігрову кар'єру протягом 1998—2000 років у другому дивізіоні, де по сезону відіграв за «Дженоа» і «Тревізо».

## Виступи за збірну
1994 року провів дві офіційні гри у складі національної збірної Італії.

## Кар'єра тренера
Розпочав тренерську кар'єру невдовзі по завершенні кар'єри гравця, 2003 року, увійшовши до тренерського штабу «Лаціо», де з 2003 по 2004 рік працював з однією із юнацьких команд клубу.
Згодом тренував низку італійських нижчолігових команд.
З 2020 року очолює тренерський штаб команди «Атлетіко Лодіджані».

## Статистика виступів

### Статистика клубних виступів
| Сезон                 | Команда              | Чемпіонат            | Чемпіонат | Чемпіонат |
| Сезон                 | Команда              | Ліга                 | Ігор      | Голів     |
| --------------------- | -------------------- | -------------------- | --------- | --------- |
| 1984–85               | «Торіно»             | A                    | 0         | 0         |
| 1985–86               | «Оменья»             | C2                   | 29        | 4         |
| 1986–87               | «Павія»              | C2                   | 32        | 12        |
| 1987–88               | «Павія»              | C1                   | 29        | 6         |
| Усього за Pavia       | Усього за Pavia      | Усього за Pavia      | 61        | 18        |
| 1988–89               | «Перуджа»            | C1                   | 28        | 8         |
| 1989–90               | «Фоджа»              | B                    | 37        | 7         |
| 1990–91               | «Фоджа»              | B                    | 37        | 15        |
| 1991–92               | «Фоджа»              | A                    | 33        | 9         |
| Усього за «Фоджу»     | Усього за «Фоджу»    | Усього за «Фоджу»    | 107       | 31        |
| 1992–93               | «Аталанта»           | A                    | 31        | 6         |
| 1993–94               | «Аталанта»           | A                    | 26        | 2         |
| Усього за «Аталанту»  | Усього за «Аталанту» | Усього за «Аталанту» | 57        | 8         |
| 1994–95               | «Лаціо»              | A                    | 32        | 4         |
| 1995–96               | «Лаціо»              | A                    | 28        | 1         |
| 1996–97               | «Лаціо»              | A                    | 28        | 4         |
| 1997–98               | «Лаціо»              | A                    | 21        | 4         |
| лип.-жовт. 1998       | «Лаціо»              | A                    | 0         | 0         |
| Усього за «Лаціо»     | Усього за «Лаціо»    | Усього за «Лаціо»    | 109       | 13        |
| жовт. 1998-черв. 1999 | «Дженоа»             | B                    | 7         | 0         |
| 1999–00               | «Тревізо»            | B                    | 13        | 0         |
| Усього за кар'єру     | Усього за кар'єру    | Усього за кар'єру    | 411       | 82        |

### Статистика виступів за збірну
| Дата       | Місто   | Господарі | Результат | Гості    | Турнір            | Голи | Примітки |
| ---------- | ------- | --------- | --------- | -------- | ----------------- | ---- | -------- |
| 8-10-1994  | Таллінн | Естонія   | 0 – 2     | Італія   | Відбір до ЧЄ 1996 | -    |          |
| 16-11-1994 | Палермо | Італія    | 1 – 2     | Хорватія | Відбір до ЧЄ 1996 | -    |          |
| Усього     |         | Матчів    | 2         |          | Голів             | 0    |          |

## Титули і досягнення
- Володар Кубка Італії (1):

«Лаціо»: 1997–1998
- Володар Суперкубка Італії з футболу (1):

«Лаціо»: 1998